# Colco

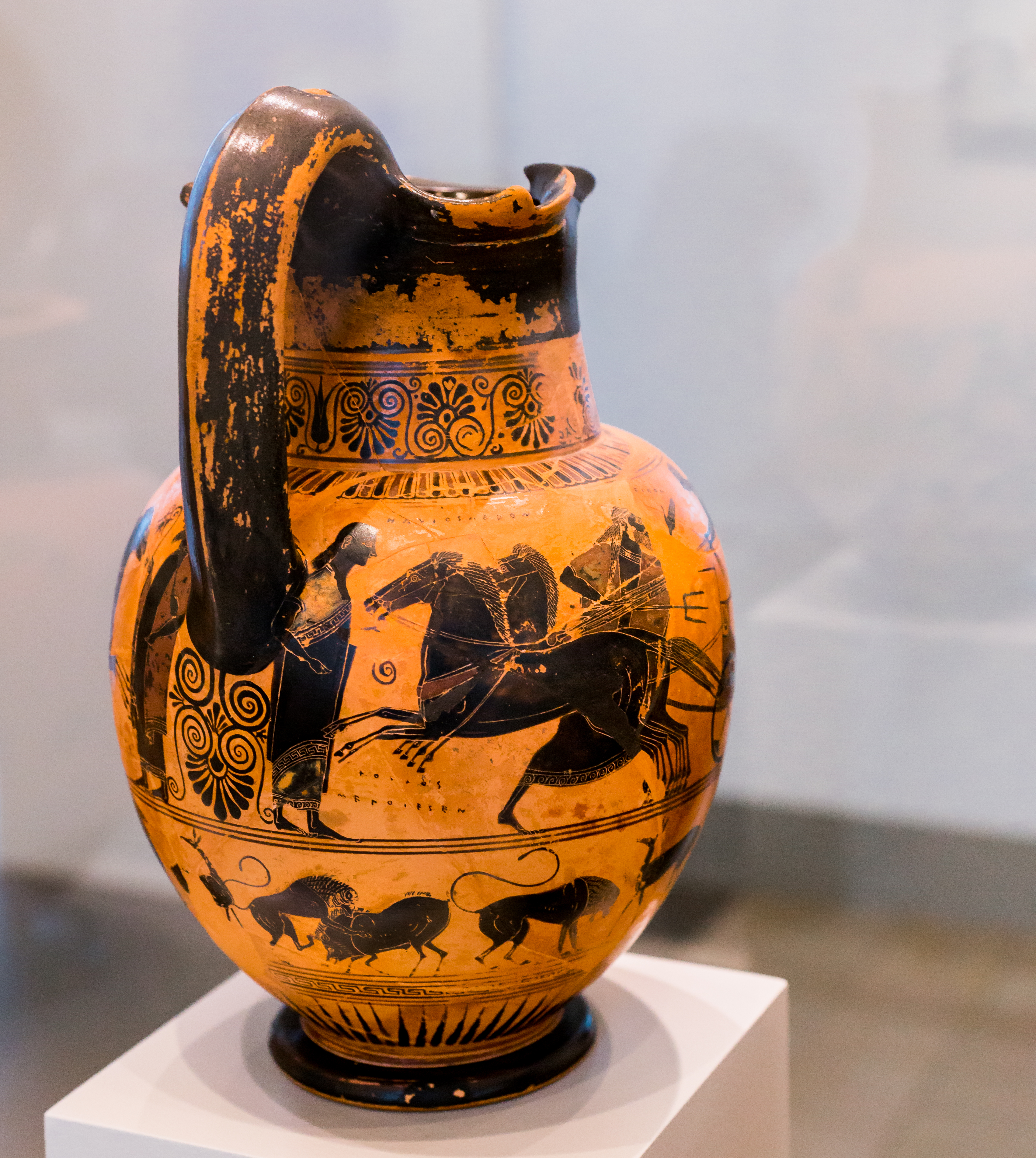
Enócoe ático de figuras negras con firma del alfarero Colco (ΧΟΛΧΟΣ ΜΕΠΟΙΕΣΕΝ), ca. 550 a C, (Antikensammlung) F 1732, Berlín.

Colco (en griego antiguo: Κόλχος) fue un alfarero ático, activo alrededor de mediados del siglo VI a. C.,
A Colco se le conoce por una firma en un enócoe (jarra) de figuras negras, que data aproximadamente del 550-540 a. C. (John Boardman), expuesto en Berlín (Altes Museum - Antikensammlung, F 1732), decorado por el pintor ateniense Lido.
| Κόλχος μ ̓ ἐποίησεν | traducción: «Colco me hizo» |

- texto en griego antiguo.
El pintor Lido representó una escena mitológica en este enócoe de figuras negras. Afortunadamente, etiquetó a todos los personajes con nombres, de lo contrario, parte del texto probablemente no estaría claro. En el centro de la acción aquí, en una pelea por el cadáver de Cicno, Heracles y el dios de la guerra Ares se enfrentaron (Cicno, hijo de Ares, murió a manos de Heracles y Ares intervino). La diosa Atenea  apoya a su protegido Heracles.
El origen de algunos alfareros o pintores que trabajaban en el demo ateniense de Cerámico también puede revelarse a través de sus nombres. El alfarero Colco probablemente provenía de Cólquida, un país en el mar Negro (en tiempos arcaicos el nombre Colco era conocido no solo en Ática, sino también en Jonia).